# Скаржинський Петро Михайлович

Шлюбний герб Скаржинських-Раух на їх садибі в с. Трикрати. Зліва - герб Скаржинських (клановий герб Бонча), справа - герб фон Раухів.

Петро́ Миха́йлович Скаржинський  (нар. 1741 — пом. 1805) — представник давнього українського козацького роду Скаржинських, засновник херсонської лінії роду Скаржинських в Південній Україні, син литовського шляхтича Михайла (Олександра) Скаржинського, батько героя війни 1812 року Віктора Скаржинського.

## Кар'єра
Петро Скаржинський був сином сотника Лубенського козацького полку Михайла Скаржинського, який походив або з роду польських емігрантів, або з дворян польського походження. Так само як і походження, невідомі деталі початку військової кар'єри Петра Михайловича, яка припала на 60-70-ті рр. XVIII ст. під час військових кампаній Російської імперії у Речі Посполитій та Османській імперії.
Також П. Скаржинський проходив військову службу у Сибірському полку, а згодом — у Таганрозькому драгунському полку.
У 1781 році отримав чин ротмістра, згодом — секунд-майора.
12 лютого 1785 року за наказом Катерини II із колишніх козаків Нововербованого полку й арнаутів було сформовано 1500-й козацький полк, який 6 червня 1786 року розділено на 1-й та 2-й Бузькі козацькі полки. Командиром 2-го Бузького козацького полку призначено майора П. М. Скаржинського. Новостворені полки зосередились на кордонній лінії по Південному Бузі від Мертвоводу до Інгулу. Згодом, згідно з ордером князя Г. Потьомкіна від 25 лютого 1788 року два Бузькі полки були об’єднані в один. На чолі нього знову став П. Скаржинський, який невдовзі взяв участь у черговій російсько-турецькій війні.
Під час штурму Очакова П. Скаржинський одним із перших піднявся на вали фортеці, проявивши мужність, однак був поранений. У цей же день 6 грудня 1788 року він отримав звістку про народження сина, якого на честь перемоги назвав Віктором (Переможцем). За хоробрість його нагородили орденом Святого Георгія IV ступеня. Влітку 1789 року полк Петра Скаржинського увійшов до Південної армії, яку ще називали «Армією Потьомкіна». Після кількох боїв на території сучасної Молдавії та в пониззі Дністра, козацький полк мав змогу відзначитися при штурмі Акерману, а у вересні 1789 року взяти участь в облозі та здобутті Хаджибею. Але особливо відзначилися козаки під час штурму потужно укріпленої фортеці Ізмаїл, де серед перших увірвалися в передмістя, прославившись штурмом польових редутів. За цей бій Петра Скаржинського було удостоєно золотого хреста За відмінну хоробрість.
У 1790 році отримав чин прем'єр-майора і став астраханським губернатором та отаманом Астраханського війська.
У 1792 році призначений правителем Кавказького намісництва. У 1793 році за «військові заслуги і порядок у намісництві» генерал-майор П. М. Скаржинський нагороджений орденом Святого Володимира II ступеня.
Після ліквідації намісництва у 1796 році вийшов у відставку й повернувся до Трикрат.
Помер у 1805 році й похований біля церкви села Трикрати.

## Сім'я
Був одружений з представницею знатного дворянського роду молдавського походження Булацель Уляною Григорівною (1767—1813). Від неї у Петра Михайловича народилося два сини — Микола та Віктор і донька Лідія.

## Землі та господарство
Ще у 1770-х рр. П. М. Скаржинському Катерина II подарувала 655,8 га землі, де він заснував село, що дістало назву Скаржинки (Трикрати). На початку 80-х рр. XVIII ст. Петро Михайлович починає зводити там будинок. Будівля на той час вважалася найбільшою за площею світською спорудою у регіоні Вознесенщини. 
Формування цілісного помістя супроводжувалося з березня 1776 року безперервними звертаннями Петра Михайловича до межової експедиції розмежування земель з проханнями про відведення йому землі: для заселення на 75 дворів біля р. Арбузинки; насадження лісу 546,5 га.; під будівництво млина 131 га. Улітку 1776 року він подає клопотання про відведення йому двох ділянок на 100 дворів: однієї по течії р. Мертвоводу з лівого боку, а другої —  нижче дороги з Гарду до Січі (по р. Мертвовод із правого боку). Згодом просить про додаткові наділи в урочищі Арбузинка під заселення 25 дворів. У 1776 року він купує у П. Текелія село Мигію, яке входило до Ольвіопольського повіту. Разом із селищем придбав 6895 га землі та 480 кріпаків. Побудував там один із перших водяних млинів у краї.
Володіння Скаржинського також збільшилися за рахунок приданого його дружини. У його власності знаходились землі, на яких розташовувалась низка сіл: Мигія, Микільське, Нижнє Микільське, Скаржинка (Трикрати). У 1786 році заснував поселення Мала Скаржинка (Миколаївка) та ряд економій, які стали основою для створення сучасних селищ на території Південної України.
Петро Михайлович також збудував у Трикратах 1794 року Архангело-Михайлівську церкву. Ще один храм існував у Мигії, проте дослідники не мають спільної думки про його зведення. Існує версія, що перша мигіївська сакральна споруда була перенесеною з Гарду дерев’яною паланковою козацькою церквою, яка простояла до 1823 року.

## Вшанування пам'яті
У Миколаєві існує вулиця Петра Скаржинського.